# مایکل میشل
مایکل میشل (انگلیسی: Michael Michele؛ زادهٔ ۳۰ اوت ۱۹۶۶) یک بازیگر سینما، و هنرپیشه اهل ایالات متحده آمریکا است. وی از سال ۱۹۸۶ میلادی تاکنون مشغول فعالیت بوده‌است.

## گزیده از فیلمشناسی
از فیلم‌ها یا برنامه‌های تلویزیونی که وی در آن نقش داشته‌است می‌توان به آثار زیر اشاره کرد.
- نیو جک سیتی (۱۹۹۱)
- علی (فیلم) (۲۰۰۱)
- آبی تیره (۲۰۰۲)
- چگونه مردی را در ۱۰ روز از دست بدهیم (۲۰۰۳)
- بخش فوریت‌های پزشکی (مجموعه تلویزیونی) (۱۹۹۹–۲۰۰۲)
- دکتر هاوس (۲۰۰۷)
- دختر سخن‌چین (۲۰۱۱)
- پیروی (مجموعه تلویزیونی) (۲۰۱۵)
- مک‌گیور (۲۰۱۶)
- دودمان (مجموعه تلویزیونی ۲۰۱۷) (۲۰۱۹–اکنون)